# تپه چراغخانه
تپه چراغخانه در استان قزوین، شهرستان قزوین، بخش طارم سفلی، روستای میمونک واقع شده و این اثر در تاریخ ۲۸ فروردین ۱۳۸۰ با شمارهٔ ثبت ۳۷۲۸ به‌عنوان یکی از آثار ملی ایران به ثبت رسیده است.